# Tu ting, o Gudh! bedz jagh af tigh
Tu ting, o Gudh! bedz jagh af tigh (tyska: Zwei Ding, O Herr, bitt) är en tysk psalm skriven av Ludwig Oeler.

## Publicerad i
- Göteborgspsalmboken 1650 under rubriken "Om Döden och Domen".[2]
- Den svenska psalmboken 1694 som nummer 355 under rubriken "Böne Psalmer".
- 1695 års psalmbok som nummer 298 under rubriken "Böne-Psalmer".[1]